# Pasban Khatme Nabuwwat
Pasban-e Khâtm-e Nabuwwat („Bewahrer des Siegels des Propheten“) ist der programmatische Name einer pakistanischen Organisation, die sich die Bekämpfung der von der islamischen Orthodoxie abweichenden Gruppe Ahmadiyya Muslim Jamaat zur Aufgabe gemacht hat.
Auf Betreiben der Khatme Nabuwwat wurden Ahmadis 1974 vom pakistanischen Parlament zu Nichtmuslimen erklärt; ein Gesetz stellte Gotteslästerung gar unter die Todesstrafe. Der emeritierte Professor Munir D. Ahmed vom Orient-Institut, zunächst Missionar der Ahmadiyya Muslim Jamaat, später nach Auseinandersetzungen aus der Glaubensgemeinschaft ausgeschlossen, sagt über die Khatme Nabuwwat: „Sie sind für mindestens hundert Morde an Ahmadis in Pakistan verantwortlich. Mit religiösen Parolen machen sie Menschen zu Attentätern.“
Seit 1996 wurden in Deutschland Ahmadi-Muslime bedroht; auf den Khalifat ul-Massih der islamischen Konfession Ahmadiyya wurde ein Kopfgeld von 250.000 $ ausgesetzt. 1997–1998 wurden einzelne Übergriffe mit Schwerpunkt in Baden-Württemberg registriert. Der Stuttgarter Verfassungsschützer Herbert Müller hält die Gruppe für „ebenso gefährlich wie die afghanischen Taliban“; seine Behörde führte sie als „radikale Kräfte der pakistanischen politischen Szene“ erstmals im Jahresbericht auf.